# Telolècit
Un telolècit és una dent que utilitzen els rèptils i ocells nounats per sortir de l'ou. El telolècit cau poc després de l'eclosió i, en el cas de les aus, és l'única dent que tindrà l'animal en tota la seva vida.
Els monotremes, un tipus de mamífers, tenen una dent similar al telolècit, que també utilitzen per sortir de l'ou. Tanmateix, en aquest cas es tracta d'una molar tribosfènica, que és una de les característiques dels mamífers vivents. Els monotremes adults perden aquesta dent i, com les aus, no tenen dents.